# Nuoto ai Giochi della IX Olimpiade - Staffetta 4x100 metri stile libero femminile
La competizione della staffetta 4x100 metri stile libero femminili di nuoto dei Giochi della IX Olimpiade si è svolta il 9 agosto 1928 al Olympic Sports Park Swim Stadium di Amsterdam.

## Risultati

### Turno eliminatorio
Le prime tre di ogni serie ammesse alla finali.
| Pos. | Nazione     | Atleti                                                             | Tempo  |
| ---- | ----------- | ------------------------------------------------------------------ | ------ |
| 1    | Stati Uniti | Adelaide Lambert Albina Osipowich Josephine McKim Susan Laird      | 4'55"6 |
| 2    | Paesi Bassi | Eva Smits Marie Braun Rie Vierdag Marie Braun                      | 5'08"8 |
| 3    | Sudafrica   | Kathleen Russell Rhoda Rennie Marie Bedford Frederika van der Goes | 5'17"4 |
| 4    | Danimarca   | Lilian Staugaard Rigmor Olsen Gerda Bredgaard Agnete Olsen         |        |

| Pos. | Nazione       | Atleti                                                          | Tempo  |
| ---- | ------------- | --------------------------------------------------------------- | ------ |
| 1    | Gran Bretagna | Joyce Cooper Cissie Stewart Vera Tanner Ellen King              | 5'16"6 |
| 2    | Germania      | Charlotte Lehmann Herta Wunder Irmintraut Schneider Reni Erkens | 5'19"0 |
| 3    | Francia       | Bienna Pellegry Marguerite Ledoux Claire Horrent Georgina Roty  | 5'42"4 |

### Finale
Si disputò l'11 agosto. 
| Pos.    | Nazione       | Atleti                                                             | Tempo  |
| ------- | ------------- | ------------------------------------------------------------------ | ------ |
| Oro     | Stati Uniti   | Adelaide Lambert Albina Osipowich Eleanor Garatti Martha Norelius  | 4'47"6 |
| Argento | Gran Bretagna | Joyce Cooper Cissie Stewart Vera Tanner Ellen King                 | 5'02"8 |
| Bronzo  | Sudafrica     | Kathleen Russell Rhoda Rennie Marie Bedford Frederika van der Goes | 5'13"4 |
| 4       | Germania      | Charlotte Lehmann Herta Wunder Irmintraut Schneider Reni Erkens    | 5'14"4 |
| 5       | Francia       | Bienna Pellegry Anne Dupire Marguerite Ledoux Claire Horrent       | 5'32"0 |
| AC      | Paesi Bassi   | Eva Smits Marie Braun Rie Vierdag Marie Braun                      | DQ     |